# Robillard Island
Robillard Island är en ö i Kanada.   Den ligger i territoriet Northwest Territories, i den norra delen av landet, 4 000 km nordväst om huvudstaden Ottawa. Arean är 13,1 kvadratkilometer.
Terrängen på Robillard Island är platt. Öns högsta punkt är 51 meter över havet. Den sträcker sig 4,9 kilometer i nord-sydlig riktning, och 4,4 kilometer i öst-västlig riktning.